# Ванланде
Ванланде (на старонорвежки: Vanlandi или Vanlande, което в превод означава „Земята на Ваните“) е полулегендарен конунг от династията Инглинги.
Според Сага за Инглингите Ванланде се славел като голям военачалник и бродел надлъж и шир по света. Една зима се озовал във Финландия и взел за жена Дрива - дъщерята на тамошния владетел, но напролет когато си заминал Дрива останала. Ванланде обещал да се върне, преди да изминат три години, но минали десет, а той все не се връщал. Дрива родила син от него на име Висбюр и все го чакала. Накрая изпратила да доведат магьосницата Хюлд и ѝ платила, за да омагьоса Ванланде и да го върне във Финландия или да го убие.
Докато Хюлд приготвяла магията, Ванланде бил в Гамла Упсала. Той искал да тръгне за Финландия, но приятелите и съветниците му го разубедили да не пътува. Те твърдели, че неговата тъга по тази страна се дължи на магиите на фините. Същата нощ Ванланде легнал да спи, но не след дълго се събудил от ужасен кошмар. Притичали хора на помощ, но когато се опитвали да го вдигнат, чудовището от кошмара му го тъпчело по краката, като почти ги чупело. Когато хората му го хващали за краката, кошмарното чудовище започвало да души главата му. Накрая Ванланде починал. Смята се, че причината за смъртта му е сънна парализа. В „История на Норвегия“ (Historia Norwegiæ), латински ръкопис от 12 в., се съобщава, че Ванланде е починал в съня си задушен от гоблин. Така или иначе шведите отнесли тялото му на брега на река Скюта и според обичая си го изгорили, а в негова чест поставили на това място надгробен камък. Рекичката Скюта е дала името на днешното селище Скютюнге в непосредствена близост. В този район се наброяват около 45 гробищни полета с надгробни камъни (повечето датирани от Желязната епоха) както и долмен.
Ванланде бил наследен от сина си Висбюр.